# 吉氏平鮋
吉氏平鮋，為輻鰭魚綱鮋形目鮋亞目平鮋科的其中一種，為亞熱帶海水魚，分布於中太平洋東部美國加州至墨西哥下加利福尼亞北部海域，棲息深度75-375公尺，體長可達71公分，棲息在底層水域，卵胎生生活習性不明。